# Seinäjoen JK
Der Seinäjoen Jalkapallokerho (deutsch Seinäjokischer Fußballklub oder Fußballklub Seinäjoki) – kurz Seinäjoen JK oder einfach nur SJK, auch bekannt als SJK Seinäjoki und fälschlicherweise auch als SJK Seinäjoen bezeichnet – ist ein 2007 gegründeter Fußballverein aus der westfinnischen Stadt Seinäjoki. 2013 stieg er in die erstklassige Veikkausliiga auf und wurde 2015 Finnischer Meister.

## Geschichte
Seinäjoen JK entstand 2007 aus der Fusion der ersten Mannschaften von TP-Seinäjoki – einem Klub, der bereits 1997 ein Jahr lang in der Veikkausliiga spielte – mit Sepsi-78 Seinäjoki. Ab 2008 übernahm die neue Mannschaft den Startplatz von TP-Seinäjoki in der drittklassigen Kakkonen. 2011 gewann SJK souverän mit 21 Punkten Vorsprung und ohne Niederlage die Staffel C der Kakkonen. In der anschließenden Relegation zur Ykkönen setzte er sich gegen Tampereen Ilves und den BK-46 Karis durch, womit der Aufstieg in die zweite Liga gelang. Bereits die erste Zweitligasaison beendete Seinäjoki auf dem zweiten Platz.
Ab Herbst 2012 bis Anfang 2017 war Simo Valakari als Trainer verantwortlich, in dessen Amtszeit die bislang erfolgreichste Zeit des Vereins fällt. Unter ihm folgte 2013 der Titelgewinn in der Ykkönen und der Aufstieg in die Veikkausliiga. Dort gelang auf Anhieb der 2. Platz und damit die Qualifikation für die Europa League 2015/16 sowie der Sieg des finnischen Ligapokals. In der Saison 2015 wurde man dann finnischer Meister und qualifizierte sich für die 2. Qualifikationsrunde der UEFA Champions League. 2016 gewann der Verein den finnischen Fußballpokal.

## Erfolge
- Veikkausliiga

Meister (1×): 2015
Vizemeister (1×): 2014
- Ykkönen

Meister (1×): 2013
Vizemeister (1×): 2012
- Kakkonen

Meister (1×): 2011
- Finnischer Fußballpokal

Pokalsieger (1×): 2016
Finalist (1×): 2017
- Finnischer Ligapokal

Ligapokalsieger (1×): 2014
Finalist (1×): 2016

## Saisonübersicht
| Saison | Klasse | Liga               | Platzierung  | Bemerkung                          | Pokal         |
| ------ | ------ | ------------------ | ------------ | ---------------------------------- | ------------- |
| 2008   | III.   | Kakkonen, Gruppe C | 08. Platz/14 |                                    | 5. Runde      |
| 2009   | III.   | Kakkonen, Gruppe C | 05. Platz/14 |                                    | 3. Runde      |
| 2010   | III.   | Kakkonen, Gruppe C | 05. Platz/14 |                                    | 5. Runde      |
| 2011   | III.   | Kakkonen, Gruppe C | 01. Platz/14 | Teilnahme Aufstiegsrunde, Aufstieg | Achtelfinale  |
| 2012   | II.    | Ykkönen            | 02. Platz/10 |                                    | 5. Runde      |
| 2013   | II.    | Ykkönen            | 01. Platz/10 | Aufstieg                           | 3. Runde      |
| 2014   | I.     | Veikkausliiga      | 02. Platz/12 | Ligapokalsieg und Vizemeister      | Viertelfinale |
| 2015   | I.     | Veikkausliiga      | 01. Platz/12 | Finnischer Meister                 | 5. Runde      |
| 2016   | I.     | Veikkausliiga      | 03. Platz/12 | Finnischer Pokalsieger             | Sieger        |
| 2017   | I.     | Veikkausliiga      | 06. Platz/12 |                                    | Finale        |
| 2018   | I.     | Veikkausliiga      | 09. Platz/12 |                                    | Viertelfinale |
| 2019   | I.     | Veikkausliiga      | 09. Platz/12 |                                    | Gruppenphase  |
| 2020   | I.     | Veikkausliiga      | 07. Platz/12 |                                    | Gruppenphase  |
| 2021   | I.     | Veikkausliiga      | 03. Platz/12 |                                    | Viertelfinale |
| 2022   | I.     | Veikkausliiga      | 06. Platz/12 |                                    | Achtelfinale  |
| 2023   | I.     | Veikkausliiga      | 04. Platz/12 |                                    | 4. Runde      |
| 2024   | I.     | Veikkausliiga      | 04. Platz/12 |                                    | Halbfinale    |

## Europapokalbilanz
| Saison  | Wettbewerb                    | Runde                  | Gegner           | Gesamt | Hin     | Rück          |
| ------- | ----------------------------- | ---------------------- | ---------------- | ------ | ------- | ------------- |
| 2015/16 | UEFA Europa League            | 1. Qualifikationsrunde | FH Hafnarfjörður | 0:2    | 0:1 (H) | 0:1 (A)       |
| 2016/17 | UEFA Champions League         | 2. Qualifikationsrunde | BATE Baryssau    | 2:4    | 0:2 (A) | 2:2 (H)       |
| 2017/18 | UEFA Europa League            | 1. Qualifikationsrunde | KR Reykjavík     | 0:2    | 0:0 (A) | 0:2 (H)       |
| 2022/23 | UEFA Europa Conference League | 1. Qualifikationsrunde | FC Flora Tallinn | 4:3    | 0:1 (A) | 4:2 n. V. (H) |
| 2022/23 | UEFA Europa Conference League | 2. Qualifikationsrunde | Lillestrøm SK    | 2:6    | 0:1 (H) | 2:5 (A)       |
| 2025/26 | UEFA Conference League        | 1. Qualifikationsrunde | KÍ Klaksvík      | 1:4    | 1:2 (H) | 0:2 (A)       |

Gesamtbilanz: 12 Spiele, 1 Sieg, 2 Unentschieden, 9 Niederlagen, 9:21 Tore (Tordifferenz −12)

## Stadien
Die Mannschaft bestreitet ihre Heimspiele im Sommer auf dem Seinäjoen Keskuskenttä (Zentralsportplatz), eine 1950 angelegte und 1975 renovierte Sportanlage nahe dem Stadtkern im Besitz der Stadt Seinäjoki. Die Tribünen bieten 2800 Zuschauern Platz, 800 Plätze sind überdacht.
Während der Saison 2016 zog der Verein in das neu erbaute OmaSP Stadion um, das 6000 Zuschauern Platz bietet.

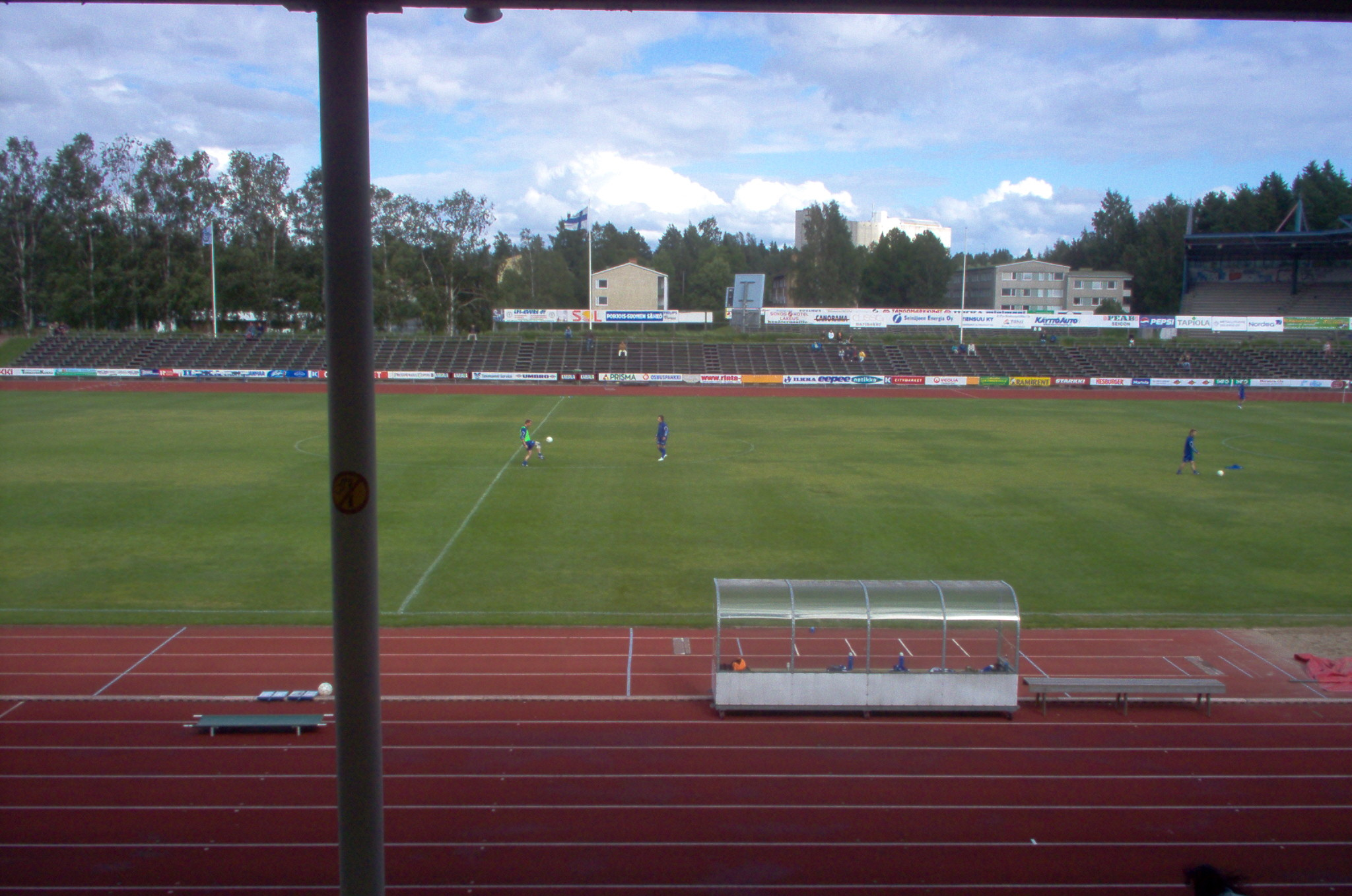
Seinäjoen Keskuskenttä
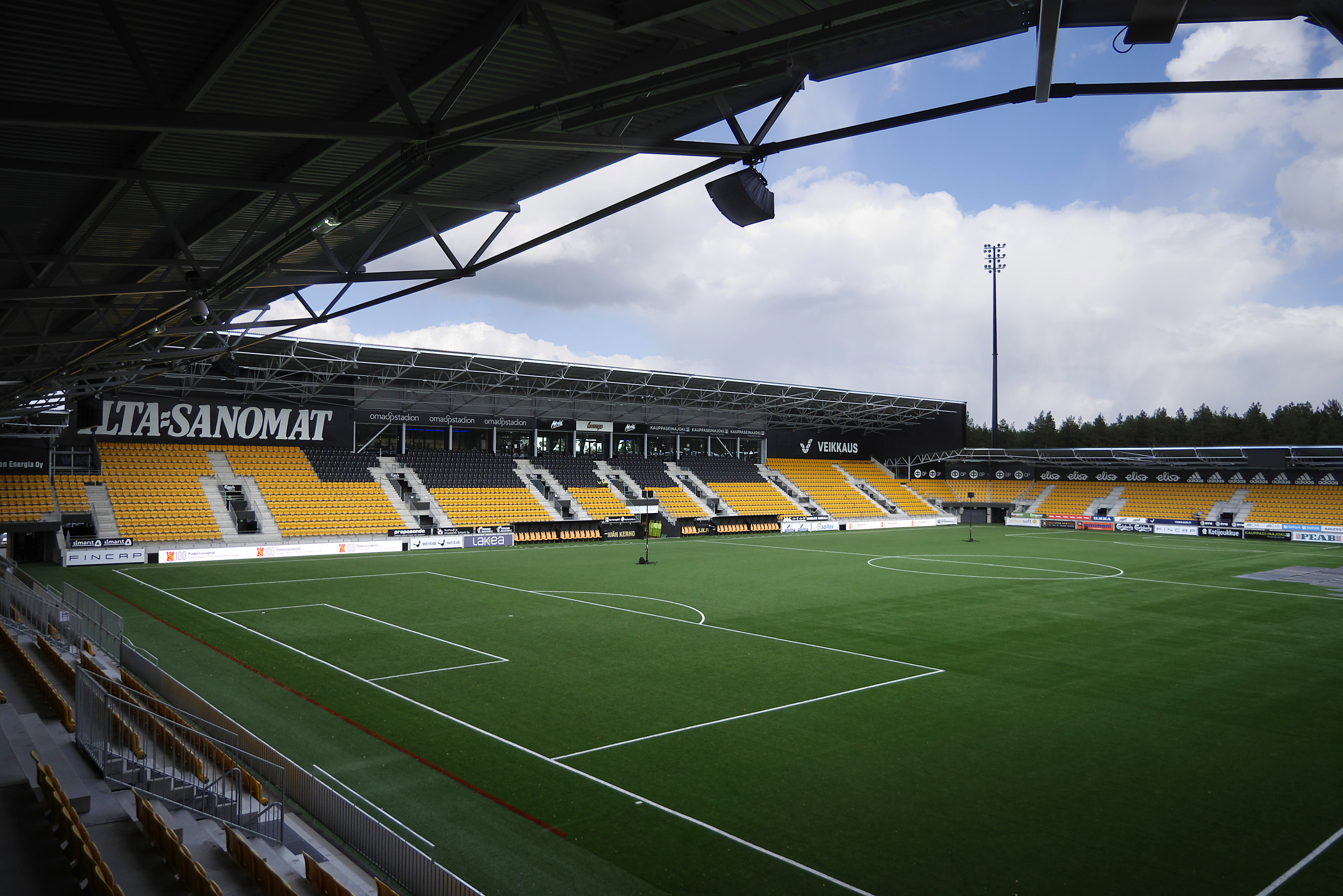
Das OmaSP Stadion (2018)